# Михалиново (Дубровенский район)
Михалиново (бел. Міхалі́нава) — деревня в Дубровенском районе Витебской области Республики Беларусь. В составе Волевковского сельсовета.

## География
Ближайшие населённые пункты Лавки, Русаны, Казариново и др.

### Гидрография
Рядом протекают реки Щевоня и Россасенка.

## История
Михалиново в составе Оршанского уезда Витебского воеводства Великого Княжества Литовского известно с XVII века.
Первое упоминание 1607 год — собственность Яна сына Яна Глебовича в границах Дубровенского графства.
В XVIII веке во владении Сапегов, имение Дубровно.
В 1886 году — село бывшее владельческое в Баевской волости Горецкого уезда Могилёвской губернии; 40 дворов, 308 жителей, церковь православная, богадельня, водяная мельница.
В 1910 году в Баевской волости Горецкого уезда Могилёвской губернии.
До 16 сентября 1960 года деревня входила в состав Ростковского сельсовета, до 8 апреля 2004 года — в составе Зарубского сельсовета.

## Население

### Численность
- 2009 год — 24 жителей

### Динамика
- 1857 год — 184 жителей[7]
- 1886 год — 40 дворов, 308 жителей[4]
- 1910 год — 78 дворов, 268 муж., 272 жен. (село); 3 дв., 9 муж., 15 жен. (погост)[4]
- 1999 год — 49 жителей (перепись населения)
- 2009 год — 24 жителей (перепись населения)[4]

## Достопримечательность
- Воинское захоронение. В 1964 году установлен обелиск.

### Утраченное наследие
- Свято-Духовская церковь[7][8]. В XVIII веке парафия Белорусской греко-католической церкви[3].

## Известные лица
- Каптеров, Михаил Иванович — Герой Социалистического Труда (1976).
- Чуйкин, Михаил Фомич — Герой Социалистического Труда (1965).